# Olios digitalis
Olios digitalis är en spindelart som beskrevs av Joseph Fortuné Théodore Eydoux och Louis François Auguste Souleyet 1841. Olios digitalis ingår i släktet Olios och familjen jättekrabbspindlar. Inga underarter finns listade i Catalogue of Life.